# Notiochelidon pileata
La golondrina cabecinegra o golondrina gorra negra (Notiochelidon pileata) es una especie de ave paseriforme de la familia Hirundinidae nativa de América Central, incluyendo El Salvador, Honduras, Guatemala y México. Su hábitat consiste de bosque húmedo tropical y subtropical, áreas cultivadas y áreas urbanas. No tiene subespecies reconocidas.